# Arzisacovícia
Arzisacovícia (em latim: Arzisacovitia) ou Archixacovite (em armênio: Արճիշակովիտ; romaniz.: Arčišakovit, lit. "Vale de Archisaque"), segundo a Geografia de Ananias de Siracena (século VII), foi um gavar (cantão) da província da Vaspuracânia, no Reino da Armênia. Compreendia uma área de 1 075 quilômetros quadrados a leste do amplo vale do lago Archixaque (atual Memedique). Suren Eremyan propôs que devia estar próximo de Culanovita e Aliovita. É possível que fosse um dos distritos do principado de Mardepetacânia, o território ancestral do mardepetes e mais tarde um grande domínio em posse da dinastia arsácida ou do principado de Restúnia da família Restúnio. Com a eventual anexação de Mardepetacânia pelos arzerúnidas, tornar-se-ia um dos territórios dessa família. No século X, Tomás Arzerúnio atestou que o distrito ainda existia como um dos domínios arzerúnidas.